# Ошман, Кеннет
Малин Кеннет Ошман ( 9 июля 1940 года, Канзас-Сити, Миссури, США — 6 августа 2011 года, Пало-Алто, США) — сооснователь и исполнительный директор компании ROLM, создатель одной из первых успешных технологических компаний в Кремниевой долине.

## Биография
Кеннет Ошман родился 9 июля 1940 года в Канзас-Сити, шт. Миссури, в детском возрасте переехал в Розенберг (шт. Техас). Предпринимательский талант унаследовал от своего дяди, владельца ранчо, который в подростковом возрасте занимался торговлей шерстью.
После окончания в 1962 году Университета Райса Ошман намеревался поступить в Гарвардскую школу бизнеса (Harvard Business School), однако подразделение аэрокосмической компании Sylvania в Кремниевой долине предложила ему работу, и он согласился, при условии, что компания оплатит его учёбу в Стенфордском университете. В 1966 году в Стэнфорде Ошман получил степень магистра и доктора философии по электротехнике.
В 1969 году вместе со своими однокашниками по Университету Райса Джином Ричесоном (Gene Richeson), Уолтером Ловенстерном (Walter Loewenstern) и Роберотом Максфилдом (Robert Maxfield) основал компанию Rolm Corporation, которая начала производить высоконадёжные компьютеры для армии США. Ошман стал исполнительным директором компании и занимал этот пост до 1984 года. В то время в Кремниевой долине намечался переход от военных технологий к производству коммерческих потребительских товаров. Со временем Rolm стал лидером в производстве корпоративных автоматических телефонных станций. Кеннету Ошману удалось отойти от авторитарного стиля руководства компанией, характерного для тогдашней Кремниевой долины, создать в компании творческую атмосферу и привлечь выдающихся технических специалистов.
Компании Rolm удалось опередить компанию AT&T на рынке корпоративных телефонных сетей, а в 1984 году компания была приобретена IBM за $1,25 млрд. Кеннет Ошман стал вице-президентом и членом совета директоров IBM.
В 1988 году Ошман покинул IBM и стал исполнительным директором компании Echelon, основанной Армасом Маккулой (Armas Clifford Markkula Jr.), одним из ранних инвесторов компании Apple. Компания, однако на стала лидером рынка, как это было с Rolm.
Кеннет Ошман входил в совет директоров нескольких компаний, включая Sun Microsystems, Knight Ridder, ASK Computer Systems, StrataCom и Charles Schwab Corporation.
Умер от рака лёгких в Пало-Алто, Калифорния, 6 августа 2011 года.